# Kabupaten Padang Pariaman
Kabupaten Padang Pariaman är ett kabupaten i Indonesien.   Det ligger i provinsen Sumatera Barat, i den västra delen av landet, 1 000 km nordväst om huvudstaden Jakarta. Antalet invånare är 432 052.